# WTAファイナルズ
WTAファイナルズ（WTA Finals）は、毎年10月末から11月上旬に行われるWTAツアーの年間最終戦である。

## 歴史
1972年にアメリカ・フロリダ州のボカラトンで「バージニアスリム選手権」として第1回が行われ、1979年以降、ニューヨークのマディソン・スクエア・ガーデンで行われた。歴代の冠スポンサーの中には日本のトヨタ自動車も名前を連ねたことがある。1995年から2000年までは「チェイス選手権」の名称であった。
最近は大会会場の変更が多く、2001年はドイツ・ミュンヘンの「オリンピアハレ」で行われ、2002年から2005年まではロサンゼルスで開催された。2006年・2007年の2年間スペイン・マドリードで行われた後、2008年はカタールのドーハに会場を移す。2011年からはトルコのイスタンブール、2014年からはシンガポール、2019年から2028年までは中国深圳市で開催される。2021年は新型コロナウイルスの流行を理由に、会場がメキシコのグアダラハラに変更された。
2002年までは、年間最終ランキング16名の選手に出場資格が与えられ、1回戦からのトーナメントで試合が行われていた。しかし2003年以後、男子年間最終戦の「テニス・マスターズ・カップ」と同じ方式に変更された。出場資格選手は世界ランキング上位8名の選手に減らされ、4人ずつの2組に分かれて総当たり戦（ラウンドロビン方式）を行い、上位選手2名が決勝トーナメントに進出する。その4名で準決勝 → 決勝が行われ、優勝者が決定する。
このWTAツアー最終戦は、1998年までは決勝戦が最大5セット・マッチで行われ、女子テニスツアーでは唯一5セット・マッチで行われるゲームであった。この制度は1984年、当時の世界ランキング1位だったマルチナ・ナブラチロワがあまりにも強すぎたことから導入された。しかし女子選手に5セット・マッチは体の負担が大きすぎるという声が大きく、1999年からは決勝戦も通常の最大3セット・マッチで行われている。本大会シングルスの優勝者にはビリー・ジーン・キング・トロフィー、ダブルスにはマルチナ・ナブラチロワ・トロフィーが授与される。
2009年からは本大会に出場出来なかった選手によるWTAトーナメント・オブ・チャンピオンズが翌週に行われるようになった。2015年からはWTAエリート・トロフィーとして開催されている。

## 開催地
| 都市           | 開催年    | 会場                                                     | サーフェス     | 座席数 |
| -------------- | --------- | -------------------------------------------------------- | -------------- | ------ |
| ボカラトン     | 1972–1973 | –                                                        | クレー         | –      |
| ロサンゼルス   | 1974–1976 | –                                                        | カーペット     | –      |
| ニューヨーク   | 1977      | マディソン・スクエア・ガーデン                           | カーペット     | 18,000 |
| オークランド   | 1978      | オークランド・アラメダ・カウンティ・コロシアム・アリーナ | カーペット     | –      |
| ニューヨーク   | 1979–2000 | マディソン・スクエア・ガーデン                           | 屋内カーペット | 18,000 |
| ミュンヘン     | 2001      | オリンピアハレ                                           | ハード         | 12,000 |
| ロサンゼルス   | 2002–2005 | ステイプルズ・センター                                   | 屋内ハード     | 17,000 |
| マドリード     | 2006–2007 | マドリード・アリーナ                                     | 屋内ハード     | 10,500 |
| ドーハ         | 2008–2010 | カリファ国際テニスコンプレックス                         | ハード         | 6,911  |
| イスタンブール | 2011–2013 | スィナン・エルデム・ドーム                               | 屋内ハード     | 15,000 |
| シンガポール   | 2014–2018 | シンガポール・インドア・スタジアム                       | 屋内ハード     | 10,000 |
| 深圳           | 2019*     | 深圳湾体育中心                                           | 屋内ハード     | 12,000 |
| グアダラハラ   | 2021      | パンアメリカン・テニス・センター                         | ハード         | 2,592  |
| フォートワース | 2022      | ディッキーズ・アリーナ                                   | 屋内ハード     | 12,000 |
| カンクン       | 2023      |                                                          | ハード         | 6,000  |
| リヤド         | 2024–2026 | キングサウード大学                                       | 屋内ハード     |        |

## 歴代優勝者

### シングルス
| 年         | 優勝者                           | 準優勝者                         | 決勝結果                | 備考                             |
| ---------- | -------------------------------- | -------------------------------- | ----------------------- | -------------------------------- |
| 1972年     | クリス・エバート                 | ケリー・レイド                   | 7-5, 6-4                |                                  |
| 1973年     | クリス・エバート                 | ナンシー・リッチー               | 6-3, 6-3                |                                  |
| 1974年     | イボンヌ・グーラゴング           | クリス・エバート                 | 6-3, 6-4                |                                  |
| 1975年     | クリス・エバート                 | マルチナ・ナブラチロワ           | 6-4, 6-2                |                                  |
| 1976年     | イボンヌ・グーラゴング・コーリー | クリス・エバート                 | 6-3, 5-7, 6-3           |                                  |
| 1977年     | クリス・エバート                 | スー・バーカー                   | 2-6, 6-1, 6-1           |                                  |
| 1978年     | マルチナ・ナブラチロワ           | イボンヌ・グーラゴング・コーリー | 7-6, 6-4                |                                  |
| 1979年     | マルチナ・ナブラチロワ           | トレーシー・オースチン           | 6-3, 3-6, 6-2           |                                  |
| 1980年     | トレーシー・オースチン           | マルチナ・ナブラチロワ           | 6-2, 2-6, 6-2           |                                  |
| 1981年     | マルチナ・ナブラチロワ           | アンドレア・イエガー             | 6-3, 7-6                |                                  |
| 1982年     | シルビア・ハニカ                 | マルチナ・ナブラチロワ           | 1-6, 6-3, 6-4           |                                  |
| 1983年     | マルチナ・ナブラチロワ           | クリス・エバート・ロイド         | 6-2, 6-0                |                                  |
| 1984年     | マルチナ・ナブラチロワ           | クリス・エバート・ロイド         | 6-3, 7-5, 6-1           | 決勝戦に5セット・マッチ導入      |
| 1985年     | マルチナ・ナブラチロワ           | ヘレナ・スコバ                   | 6-3, 7-5, 6-4           |                                  |
| 1986年1月  | マルチナ・ナブラチロワ           | ハナ・マンドリコワ               | 6-2, 6-0, 3-6, 6-1      |                                  |
| 1986年11月 | マルチナ・ナブラチロワ           | シュテフィ・グラフ               | 7-6, 6-3, 6-2           |                                  |
| 1987年     | シュテフィ・グラフ               | ガブリエラ・サバティーニ         | 4-6, 6-4, 6-0, 6-4      |                                  |
| 1988年     | ガブリエラ・サバティーニ         | パム・シュライバー               | 7-5, 6-2, 6-2           |                                  |
| 1989年     | シュテフィ・グラフ               | マルチナ・ナブラチロワ           | 6-4, 7-5, 2-6, 6-2      |                                  |
| 1990年     | モニカ・セレシュ                 | ガブリエラ・サバティーニ         | 6-4, 5-7, 3-6, 6-4, 6-2 |                                  |
| 1991年     | モニカ・セレシュ                 | マルチナ・ナブラチロワ           | 6-4, 3-6, 7-5, 6-0      |                                  |
| 1992年     | モニカ・セレシュ                 | マルチナ・ナブラチロワ           | 7-5, 6-3, 6-1           |                                  |
| 1993年     | シュテフィ・グラフ               | アランチャ・サンチェス・ビカリオ | 6-1, 6-4, 3-6, 6-1      |                                  |
| 1994年     | ガブリエラ・サバティーニ         | リンゼイ・ダベンポート           | 6-3, 6-2, 6-4           | 伊達公子が日本人選手として初出場 |
| 1995年     | シュテフィ・グラフ               | アンケ・フーバー                 | 6-1, 2-6, 6-1, 4-6, 6-3 |                                  |
| 1996年     | シュテフィ・グラフ               | マルチナ・ヒンギス               | 6-3, 4-6, 6-0, 4-6, 6-0 |                                  |
| 1997年     | ヤナ・ノボトナ                   | マリー・ピエルス                 | 7-6, 6-2, 6-3           |                                  |
| 1998年     | マルチナ・ヒンギス               | リンゼイ・ダベンポート           | 7-5, 6-4, 4-6, 6-2      |                                  |
| 1999年     | リンゼイ・ダベンポート           | マルチナ・ヒンギス               | 6-4, 6-2                | 決勝戦を3セット・マッチに戻す    |
| 2000年     | マルチナ・ヒンギス               | モニカ・セレシュ                 | 6-7, 6-4, 6-4           |                                  |
| 2001年     | セリーナ・ウィリアムズ           | リンゼイ・ダベンポート           | 不戦勝                  |                                  |
| 2002年     | キム・クライシュテルス           | セリーナ・ウィリアムズ           | 7-5, 6-3                |                                  |
| 2003年     | キム・クライシュテルス           | アメリ・モレスモ                 | 6-2, 6-0                |                                  |
| 2004年     | マリア・シャラポワ               | セリーナ・ウィリアムズ           | 4-6, 6-2, 6-4           | 大会史上最年少優勝               |
| 2005年     | アメリ・モレスモ                 | マリー・ピエルス                 | 5-7, 7-6, 6-4           |                                  |
| 2006年     | ジュスティーヌ・エナン＝アーデン | アメリ・モレスモ                 | 6-4, 6-3                |                                  |
| 2007年     | ジュスティーヌ・エナン           | マリア・シャラポワ               | 5-7, 7-5, 6-3           |                                  |
| 2008年     | ビーナス・ウィリアムズ           | ベラ・ズボナレワ                 | 6-7, 6-0, 6-2           |                                  |
| 2009年     | セリーナ・ウィリアムズ           | ビーナス・ウィリアムズ           | 6-2,7-6                 |                                  |
| 2010年     | キム・クライシュテルス           | キャロライン・ウォズニアッキ     | 6-3, 5-7, 6-3           |                                  |
| 2011年     | ペトラ・クビトバ                 | ビクトリア・アザレンカ           | 7-5, 4-6, 6-3           |                                  |
| 2012年     | セリーナ・ウィリアムズ           | マリア・シャラポワ               | 6-4, 6-3                |                                  |
| 2013年     | セリーナ・ウィリアムズ           | 李娜                             | 2-6, 6-3, 6-0           |                                  |
| 2014年     | セリーナ・ウィリアムズ           | シモナ・ハレプ                   | 6-3, 6-0                |                                  |
| 2015年     | アグニエシュカ・ラドワンスカ     | ペトラ・クビトバ                 | 6-2, 4-6, 6-3           |                                  |
| 2016年     | ドミニカ・チブルコバ             | アンゲリク・ケルバー             | 6-3, 6-4                |                                  |
| 2017年     | キャロライン・ウォズニアッキ     | ビーナス・ウィリアムズ           | 6-4, 6-4                |                                  |
| 2018年     | エリナ・スビトリナ               | スローン・スティーブンス         | 3-6, 6-2, 6-2           |                                  |
| 2019年     | アシュリー・バーティ             | エリナ・スビトリナ               | 6-4, 6-3                |                                  |
| 2020年     | 大会開催なし                     | 大会開催なし                     | 大会開催なし            | 大会開催なし                     |
| 2021年     | ガルビネ・ムグルサ               | アネット・コンタベイト           | 6-3, 7-5                |                                  |
| 2022年     | キャロリン・ガルシア             | アリーナ・サバレンカ             | 7-6(7-4), 6-4           |                                  |
| 2023年     | イガ・シフィオンテク             | ジェシカ・ペグラ                 | 6-1, 6-0                |                                  |
| 2024年     | コリ・ガウフ                     | 鄭欽文                           | 3-6, 6-4, 7-6(7-2)      |                                  |

### ダブルス
| 年          | 優勝者                                                              | 準優勝者                                            | 決勝結果             |              |
| ----------- | ------------------------------------------------------------------- | --------------------------------------------------- | -------------------- | ------------ |
| 1974年      | ロージー・カザルス ビリー・ジーン・キング                           | フランソワーズ・デュール ベティ・ストーブ           | 6-1, 6-7, 7-5        |              |
| 1975年-76年 | ダブルス競技実施なし                                                | ダブルス競技実施なし                                | ダブルス競技実施なし |              |
| 1977年      | マルチナ・ナブラチロワ ベティ・ストーブ                             | フランソワーズ・デュール バージニア・ウェード       | 7-5, 6-3             |              |
| 1978年-81年 | ダブルス競技実施なし                                                | ダブルス競技実施なし                                | ダブルス競技実施なし |              |
| 1982年      | マルチナ・ナブラチロワ パム・シュライバー                           | キャシー・ジョーダン アン・スミス                   | 6-4, 6-3             |              |
| 1983年      | マルチナ・ナブラチロワ パム・シュライバー                           | クラウディア・コーデ＝キルシュ エヴァ・プファッフ   | 7-5, 6-2             |              |
| 1984年      | マルチナ・ナブラチロワ パム・シュライバー                           | ジョー・デュリー アン清村                           | 6-3, 6-1             |              |
| 1985年      | マルチナ・ナブラチロワ パム・シュライバー                           | クラウディア・コーデ＝キルシュ ヘレナ・スコバ       | 6-7, 6-4, 7-6        |              |
| 1986年1月   | ハナ・マンドリコワ ウェンディ・ターンブル                           | クラウディア・コーデ＝キルシュ ヘレナ・スコバ       | 6-4, 6-7, 6-3        |              |
| 1986年11月  | マルチナ・ナブラチロワ パム・シュライバー                           | クラウディア・コーデ＝キルシュ ヘレナ・スコバ       | 7-6, 6-3             |              |
| 1987年      | マルチナ・ナブラチロワ パム・シュライバー                           | クラウディア・コーデ＝キルシュ ヘレナ・スコバ       | 6-1, 6-1             |              |
| 1988年      | マルチナ・ナブラチロワ パム・シュライバー                           | ラリサ・サブチェンコ ナタリア・ズベレワ             | 6-3, 6-4             |              |
| 1989年      | マルチナ・ナブラチロワ パム・シュライバー                           | ラリサ・サブチェンコ ナタリア・ズベレワ             | 6-3, 6-2             |              |
| 1990年      | キャシー・ジョーダン エリザベス・スマイリー                         | アランチャ・サンチェス・ビカリオ メルセデス・パス   | 7-6, 6-4             |              |
| 1991年      | マルチナ・ナブラチロワ パム・シュライバー                           | ジジ・フェルナンデス ヤナ・ノボトナ                 | 4-6, 7-5, 6-4        |              |
| 1992年      | アランチャ・サンチェス・ビカリオ ヘレナ・スコバ                     | ラリサ・ネーランド ヤナ・ノボトナ                   | 7-6, 6-1             |              |
| 1993年      | ジジ・フェルナンデス ナターシャ・ズベレワ                           | ラリサ・ネーランド ヤナ・ノボトナ                   | 6-3, 7-5             |              |
| 1994年      | ジジ・フェルナンデス ナターシャ・ズベレワ                           | アランチャ・サンチェス・ビカリオ ヤナ・ノボトナ     | 6-3, 6-7, 6-3        |              |
| 1995年      | アランチャ・サンチェス・ビカリオ ヤナ・ノボトナ                     | ジジ・フェルナンデス ナターシャ・ズベレワ           | 6-2, 6-1             |              |
| 1996年      | リンゼイ・ダベンポート メアリー・ジョー・フェルナンデス             | アランチャ・サンチェス・ビカリオ ヤナ・ノボトナ     | 6-3, 6-2             |              |
| 1997年      | リンゼイ・ダベンポート ヤナ・ノボトナ                               | ナタリー・トージア アレクサンドラ・フセ             | 6-7, 6-3, 6-2        |              |
| 1998年      | リンゼイ・ダベンポート ナターシャ・ズベレワ                         | ナタリー・トージア アレクサンドラ・フセ             | 6-7, 7-5, 6-3        |              |
| 1999年      | マルチナ・ヒンギス アンナ・クルニコワ                               | アランチャ・サンチェス・ビカリオ ラリサ・ネーランド | 6-4, 6-4             |              |
| 2000年      | マルチナ・ヒンギス アンナ・クルニコワ                               | ニコル・アレント マノン・ボーラグラフ               | 6-2, 6-3             |              |
| 2001年      | リサ・レイモンド レネ・スタブス                                     | カーラ・ブラック エレーナ・リホフツェワ             | 7-5, 3-6, 6-3        |              |
| 2002年      | エレーナ・デメンチェワ ヤネッテ・フサロバ                           | カーラ・ブラック エレーナ・リホフツェワ             | 4-6, 6-4, 6-3        |              |
| 2003年      | ビルヒニア・ルアノ・パスクアル パオラ・スアレス                     | キム・クライシュテルス 杉山愛                       | 6-4, 3-6, 6-3        |              |
| 2004年      | ナディア・ペトロワ メガン・ショーネシー                             | カーラ・ブラック レネ・スタブス                     | 7-5, 6-2             |              |
| 2005年      | リサ・レイモンド サマンサ・ストーサー                               | カーラ・ブラック レネ・スタブス                     | 6-7, 7-5, 6-4        |              |
| 2006年      | リサ・レイモンド サマンサ・ストーサー                               | カーラ・ブラック レネ・スタブス                     | 3-6, 6-3, 6-3        |              |
| 2007年      | リーゼル・フーバー カーラ・ブラック                                 | カタリナ・スレボトニク 杉山愛                       | 5-7, 6-3, [10-8]     |              |
| 2008年      | リーゼル・フーバー カーラ・ブラック                                 | クベタ・ペシュケ レネ・スタブス                     | 6-1, 7-5             |              |
| 2009年      | マリア・ホセ・マルティネス・サンチェス ヌリア・リャゴステラ・ビベス | リーゼル・フーバー カーラ・ブラック                 | 7-6, 5-7, [10-7]     |              |
| 2010年      | ヒセラ・ドゥルコ フラビア・ペンネッタ                               | クベタ・ペシュケ カタリナ・スレボトニク             | 7-5, 6-4             |              |
| 2011年      | リーゼル・フーバー リサ・レイモンド                                 | クベタ・ペシュケ カタリナ・スレボトニク             | 6-4, 6-4             |              |
| 2012年      | マリア・キリレンコ ナディア・ペトロワ                               | アンドレア・フラバーチコバ ルーシー・ハラデツカ     | 6-1, 6-4             |              |
| 2013年      | 謝淑薇 彭帥                                                         | エカテリーナ・マカロワ エレーナ・ベスニナ           | 6-4, 7-5             |              |
| 2014年      | サニア・ミルザ カーラ・ブラック                                     | 謝淑薇 彭帥                                         | 6-1, 6-0             |              |
| 2015年      | マルチナ・ヒンギス サニア・ミルザ                                   | ガルビネ・ムグルサ カルラ・スアレス・ナバロ         | 6-0, 6-3             |              |
| 2016年      | エカテリーナ・マカロワ エレーナ・ベスニナ                           | ベサニー・マテック＝サンズ ルーシー・サファロバ     | 7-6(7-5), 6-3        |              |
| 2017年      | ティメア・バボシュ アンドレア・フラバーチコバ                       | キキ・ベルテンス ヨハンナ・ラーション               | 4-6, 6-4, [10-5]     |              |
| 2018年      | ティメア・バボシュ クリスティナ・ムラデノビッチ                     | バルボラ・クレイチコバ カテリナ・シニャコバ         | 6-4, 7-5             |              |
| 2019年      | ティメア・バボシュ クリスティナ・ムラデノビッチ                     | 謝淑薇 バルボラ・ストリコバ                         | 6-1, 6-3             |              |
| 2020年      | 大会開催なし                                                        | 大会開催なし                                        | 大会開催なし         | 大会開催なし |
| 2021年      | バルボラ・クレイチコバ カテリナ・シニャコバ                         | 謝淑薇 エリーズ・メルテンス                         | 6-3, 6-4             |              |
| 2022年      | ベロニカ・クデルメトバ · エリーズ・メルテンス                       | バルボラ・クレイチコバ カテリナ・シニャコバ         | 6-2, 4-6, [11-9]     |              |
| 2023年      | ラウラ・シグムント · ベラ・ズボナレワ                               | ニコール・メリチャー エレン・ペレス                 | 6-4, 6-4             |              |
| 2024年      | ガブリエラ・ダブロウスキー エリン・ラウトリフ                       | カテリナ・シニャコバ テイラー・タウンゼント         | 7-5, 6-3             |              |

1. 1 2 3  As of 1 March 2022, the WTA announced that players from Russia will not compete in tournaments under the name or flag of Russia due to the Russian invasion of Ukraine.[2]

## 優勝回数ランキング
|     | 選手名                       | 回数 |
| --- | ---------------------------- | ---- |
| 1.  | マルチナ・ナブラチロワ       | 8    |
| 2.  | シュテフィ・グラフ           | 5    |
| 2.  | セリーナ・ウィリアムズ       | 5    |
| 4.  | クリス・エバート             | 4    |
| 5.  | モニカ・セレシュ             | 3    |
| 5.  | キム・クライシュテルス       | 3    |
| 7.  | イボンヌ・グーラゴング       | 2    |
| 7.  | ガブリエラ・サバティーニ     | 2    |
| 7.  | マルチナ・ヒンギス           | 2    |
| 7.  | ジュスティーヌ・エナン       | 2    |
| 11. | トレーシー・オースチン       | 1    |
| 11. | シルビア・ハニカ             | 1    |
| 11. | ヤナ・ノボトナ               | 1    |
| 11. | リンゼイ・ダベンポート       | 1    |
| 11. | マリア・シャラポワ           | 1    |
| 11. | アメリ・モレスモ             | 1    |
| 11. | ビーナス・ウィリアムズ       | 1    |
| 11. | ペトラ・クビトバ             | 1    |
| 11. | アグニエシュカ・ラドワンスカ | 1    |
| 11. | キャロライン・ウォズニアッキ | 1    |
| 11. | エリナ・スビトリナ           | 1    |
| 11. | アシュリー・バーティ         | 1    |
| 11. | ガルビネ・ムグルサ           | 1    |
| 11. | キャロリン・ガルシア         | 1    |
| 11. | イガ・シフィオンテク         | 1    |
| 11. | コリ・ガウフ                 | 1    |

太字は現役選手

## 過去のシングルス出場者
| 年   | 1                                                  | 2                            | 3                                | 4              | 5                                  | 6                            | 7              | 8              |
| ---- | -------------------------------------------------- | ---------------------------- | -------------------------------- | -------------- | ---------------------------------- | ---------------------------- | -------------- | -------------- |
| 2024 | サバレンカ                                         | シフィオンテク               | ガウフ                           | パオリーニ     | リバキナ                           | ペグラ · (代役： カサトキナ) | 鄭欽文         | クレイチコバ   |
| 2023 | サバレンカ                                         | シフィオンテク               | ガウフ                           | リバキナ       | ペグラ                             | ジャバー                     | ボンドロウソバ | サッカリ       |
| 2022 | シフィオンテク                                     | ジャバー                     | ペグラ                           | ガウフ         | サッカリ                           | ガルシア                     | サバレンカ     | カサトキナ     |
| 2021 | サバレンカ                                         | クレイチコバ                 | プリスコバ                       | サッカリ       | シフィオンテク                     | ムグルサ                     | バドサ         | コンタベイト   |
| 2020 | 開催中止                                           | 開催中止                     | 開催中止                         | 開催中止       | 開催中止                           | 開催中止                     | 開催中止       | 開催中止       |
| 2019 | バーティ                                           | プリスコバ                   | 大坂 (代役： ベルテンス)         | ハレプ         | アンドレースク (代役： ケニン)     | クビトバ                     | ベンチッチ     | スビトリナ     |
| 2018 | ケルバー                                           | ウォズニアッキ               | 大坂                             | クビトバ       | スティーブンス                     | スビトリナ                   | プリスコバ     | ベルテンス     |
| 2017 | ハレプ                                             | ムグルサ                     | プリスコバ                       | スビトリナ     | V.ウィリアムズ                     | ウォズニアッキ               | オスタペンコ   | ガルシア       |
| 2016 | ケルバー                                           | ラドワンスカ                 | ハレプ                           | プリスコバ     | ムグルサ                           | キーズ                       | チブルコバ     | クズネツォワ   |
| 2015 | ハレプ                                             | ムグルサ                     | シャラポワ                       | クビトバ       | ラドワンスカ                       | ケルバー                     | ペンネッタ     | サファロバ     |
| 2014 | S.ウィリアムズ                                     | シャラポワ                   | クビトバ                         | ハレプ         | ブシャール                         | ラドワンスカ                 | イバノビッチ   | ウォズニアッキ |
| 2013 | S.ウィリアムズ                                     | アザレンカ                   | ラドワンスカ                     | 李娜           | クビトバ                           | エラニ                       | ヤンコビッチ   | ケルバー       |
| 2012 | アザレンカ                                         | シャラポワ                   | S.ウィリアムズ                   | ラドワンスカ   | ケルバー                           | クビトバ (代役： ストーサー) | エラニ         | 李娜           |
| 2011 | ウォズニアッキ                                     | シャラポワ (代役： バルトリ) | クビトバ                         | アザレンカ     | 李娜                               | ズボナレワ                   | ストーサー     | ラドワンスカ   |
| 2010 | ウォズニアッキ                                     | ズボナレワ                   | クライシュテルス                 | スキアボーネ   | ストーサー                         | ヤンコビッチ                 | デメンチェワ   | アザレンカ     |
| 2009 | サフィナ (代役： ズボナレワ) (代役： ラドワンスカ) | S.ウィリアムズ               | クズネツォワ                     | ウォズニアッキ | デメンチェワ                       | アザレンカ                   | V.ウィリアムズ | ヤンコビッチ   |
| 2008 | ヤンコビッチ                                       | サフィナ                     | S.ウィリアムズ (代役： ペトロワ) | デメンチェワ   | イバノビッチ (代役： ラドワンスカ) | ズボナレワ                   | クズネツォワ   | V.ウィリアムズ |
| 2007 | エナン                                             | クズネツォワ                 | ヤンコビッチ                     | イバノビッチ   | S.ウィリアムズ (代役： バルトリ)   | チャクベタゼ                 | シャラポワ     | ハンチュコバ   |

| 年   | 欠場・棄権                                | 交代選手1                          | 交代選手2                        |
| ---- | ----------------------------------------- | ---------------------------------- | -------------------------------- |
| 2024 | ペグラ (6位)                              | カサトキナ · ( ペグラの代役)       | コリンズ                         |
| 2023 | ムホバ (8位)                              | クレイチコバ                       |                                  |
| 2022 |                                           | クデルメトバ                       | キーズ                           |
| 2021 | バーティ (1位)                            | ペグラ                             | メルテンス                       |
| 2020 | 開催中止                                  | 開催中止                           | 開催中止                         |
| 2019 | 大坂 (3位) アンドレースク (5位)           | ベルテンス ( 大坂の代役)           | ケニン ( アンドレースクの代役)   |
| 2018 | ハレプ (1位)                              | カサトキナ                         | セバストワ                       |
| 2017 |                                           | ムラデノビッチ                     | クズネツォワ                     |
| 2016 | S.ウィリアムズ (2位)                      | コンタ                             | ナバロ                           |
| 2015 | S.ウィリアムズ (1位)                      | V.ウィリアムズ                     | ナバロ                           |
| 2014 |                                           | ケルバー                           | マカロワ                         |
| 2013 | シャラポワ (3位)                          | ウォズニアッキ                     | スティーブンス                   |
| 2012 | クビトバ (6位)                            | ストーサー ( クビトバの代役)       | バルトリ                         |
| 2011 | シャラポワ (2位)                          | バルトリ ( シャラポワの代役)       | ペトコビッチ                     |
| 2010 | S.ウィリアムズ (3位) V.ウィリアムズ (5位) | 李娜                               | ピアー                           |
| 2009 | サフィナ (1位) ズボナレワ (9位)           | ズボナレワ ( サフィナの代役)       | ラドワンスカ ( ズボナレワの代役) |
| 2008 | S.ウィリアムズ (3位) イバノビッチ (5位)   | ラドワンスカ ( イバノビッチの代役) | ペトロワ ( S.ウィリアムズの代役) |
| 2007 | S.ウィリアムズ (5位) V.ウィリアムズ (7位) | バルトリ ( S.ウィリアムズの代役)   | デメンチェワ                     |

## 参考資料
- WTAツアー公式メディア・ガイド、1996年版 （189・190ページ/ダブルス記録は190ページに従った）